# استاد الشارقة
ملعب الشارقة هو ملعب متعدد الاستخدام في الشارقة، الإمارات العربية المتحدة. غالباً ما يتم استخدامه لمباريات كرة القدم وهو الملعب البيتي لنادي الشارقة. يتسع لجلوس 20،000 شخص.